# 職業訓練指導員 (観光ビジネス科)
職業訓練指導員 (観光ビジネス科)（しょくぎょうくんれんしどういん かんこうビジネスか）は、職業訓練指導員免許のうちの1つ。厚生労働省管轄。

## 受験資格
職業訓練指導員免許の受験資格と試験免除を参照。

## 試験科目
学科試験
1. 指導方法（職業訓練原理、教科指導法、訓練生の心理、生活指導及び職業訓練関係法規）
2. 関連学科

- 系基礎学科
  - サービス論（サービス企業論、接客知識、応対知識、観光、OA、機器）
  - マーケティング理論（マーケティング論、広告、リサーチ）
  - 安全衛生（安全管理、衛生管理）
- 専攻学科
  - 旅行（旅行、広告宣伝、関係法規）
  - 簿記・会計学（商業簿記、会計学、税務計算）

実技試験
1. 観光業務
2. 簿記・会計